# Церковь Святой Марине (Аштарак)
Церковь Святой Марине — средневековый храм армянской апостольской церкви в городе Аштарак, Республика Армения. Посвящён святой Марине Антиохийской.
Первое упоминание о церкви святой Марине в Аштараке относится к 1281 году, построена она была на несколько лет раньше. До XVI века здесь был мужской монастырь. В 1950 году здание отреставрировали, восстановив каменную облицовку фасадов и барабана, крышу заново покрыли плоской черепицей.
Церковь построена из прямоугольных блоков благородного охристого туфа, скреплённых известковым раствором. Она имеет характерную для средневековой армянской архитектуры крестово-купольную форму, наружный размер основного объёма храма — 9 × 11,5 метров. Необычайно высокий пирамидальный купол покоится на барабане, десятигранном снаружи и цилиндрическом изнутри.
На южном фасаде церкви Святой Марине — полуциркульный главный портал и солнечные часы. В 1836 году над его фронтоном была установлена небольшая звонница. Узкие вертикальные окна храма, по одному на каждом из фасадов, обрамлены орнаментом в виде армянского креста.
Рядом с церковью на постаменте установлен резной хачкар XIII века. Ещё один хачкар, современный, расположен через дорогу. Он посвящён жертвам геноцида армян 1915 года и спитакского землетрясения.